# Heinz Stănescu
Heinz Stănescu (nume la naștere Rottenberg, prenumele ortografiat uneori Heintz) (n. 19 septembrie 1921, Viena – d. 13 mai 1994, Franța), a fost un ofițer de Securitate cu gradul de maior, politician comunist, scriitor, critic literar și editor evreu de limbă germană care, până în 1976, a trăit în România.

## Biografie
Tatăl său, care era directorul unei firme, s-a mutat mai târziu la Brăila, unde Heinz a urmat liceul.
A urmat apoi cursurile Facultății de Litere a Universității din București, secția de germanistică.
Heinz Stănescu a activat în cercuri apropiate stângii comuniste, a scăpat de deportarea în Transnistria (după o intervenție directă a unei mătuși la ministrul de interne, generalul Constantin Z. Vasiliu), fiind internat mai târziu în lagărul de la Târgu Jiu. După 23 august 1944 a devenit membru al PCR și comisar la Siguranța din Brăila.
După înființarea Securității, în 1948, a fost încadrat cu gradul de căpitan în structurile poliției politice - în cadrul Direcției 1 care răspundea de combaterea și anihilarea opoziției interne. Căpitanul Stănescu a făcut o carieră fulgerătoare, devenind unul dintre cei 4 adjuncți ai șefului direcției 1, col. Gavril Birtaș, jucând un rol important în acțiunile de represiune îndreptate împotriva Bisericii Catolice. "Cariera de ofițer activ, avansat rapid la gradul de maior, se încheie brusc în 1952", se poate citi într-un documentar difuzat de RFI în anul 2010 din cauza unor scandaluri homosexuale care nu se mai puteau mușamaliza. Întreaga afacere se încheie în 1952 cu scoaterea lui din rândurile cadrelor active și cu o condamnare la un an de închisoare. În perioada detenției acceptă să continue colaborarea, sub acoperire, cu Securitatea, având în următorii ani 3 nume conspirative: „Abrud”, „Silviu” și „Traian”.
După ce a părăsit Securitatea ca ofițer activ, Heinz Stănescu a devenit cadru didactic la catedra de limbă și literatură germană a Facultății de Litere a Universității București (1953-1976). În paralel a activat ca critic literar, supraveghind ideologic literatura germană din România. A editat unele scrieri din perioada interbelică, ca, de exemplu, romanul lui Franz Xaver Kappus "Die lebenden Vierzehn" - "Cei 14 supraviețuitori", la Editura Kriterion, București, 1970, și povestirile satirice ale aceluiași scriitor, "Der Wunderleutnant" - "Locotenentul minune", Editura Kriterion, București, 1971. În volumul de studii literare "Berichte" - "Rapoarte", apărut la Editura pentru literatură, București, 1967, Stănescu a analizat creația literară germană din România din perspectiva ideologică a realismului socialist. În anii 1960 l-a turnat la Securitate, între alții, pe scriitorul Georg Hoprich.
În legătură cu apariția cărții "Interpretări de lirică germană" (volum editat de Brigitte Tontsch, publicat la Editura Dacia din Cluj în anul 1971), între germaniștii de la Universitatea din Cluj și cei din București s-a manifestat un conflict ideologic cauzat de "concepțiile teoretice despre literatură". Heinz Stănescu este perceput ca reprezentant al unui grup concentrat în jurul ziarului "Neuer Weg", care apără puritatea ideologică și se opune tendințelor liberale propagate de clujeni.
După o călătorie în Occident, în 1976, Stănescu nu s-a mai întors în România, stabilindu-se în Republica Federală Germania. A murit în timpul unei călătorii în Franța, pe data de 13 mai 1994.

## Scrieri proprii
- Tilman Riemenshneider, Editura de stat pentru literatură și artă, 1958
- Wit Stwosz, Editura Meridiane, 1962
- Berichte, Editura pentru Literatură, București, 1967
- Poezia pașoptistă germană a lui August Treboniu Laurian, în Studii și cercetări de istorie literară și folclor, XIX, 1970
- Aufklärung. Schrifttum der Siebenbürger Sachsen und Banater Schwaben, (editor Carl Göllner) Editura Kriterion, București, 1974.
- Nikolaus Schmidt (Biographie) (coautor Egon Dörner), Editura Kriterion, București, 1974

## Editor
- Das Lied der Unterdrückten. Ein Jahrhundert fortschritt deutscher Dichtung auf dem Boden Rumäniens, Editura pentru literatură, București, 1963
- Lügenwette. Deutsche humorist. Prosa aus Rumänien, Editura tineretului, București, 1966
- Kurzschlüsse. Deutsche humoristische Verse aus Rumänien, Editura tineretului, București, 1968
- Marksteine. Literaturschaffende des Banats, Editura Facla, Timișoara, 1974